# Heterolepidoderma illinoisensis
Heterolepidoderma illinoisensis är en djurart som tillhör fylumet bukhårsdjur, och som beskrevs av Robbins 1965. Heterolepidoderma illinoisensis ingår i släktet Heterolepidoderma och familjen Chaetonotidae. Inga underarter finns listade i Catalogue of Life.